# JFace
JFace — набор Java-классов, реализующий наиболее общие задачи построения GUI. В рамках проекта Eclipse библиотека JFace описывается следующим образом: «Элементы пользовательского интерфейса, реализация которых может быть утомительной». JFace представляет собой дополнительный программный слой над SWT, который реализует паттерн Model-View-Controller. JFace предоставляет следующие возможности:
1. Предоставляет «Viewer» классы, отвечающие за отображение и реализующие трудоёмкие задачи по заполнению, сортировке, фильтрации, а также обновлению виджетов.
2. Предоставляет «Action» классы, которые позволяют разработчику определять специфическое поведение для отдельных элементов пользовательского интерфейса, таких как пункты меню, кнопки и т. д.
3. Предоставляет регистры, содержащие шрифты и изображения.
4. Предоставляет набор стандартных диалоговых окон и виджетов, а также предоставляет фреймворк для создания сложного графического интерфейса для взаимодействия с пользователем.

Основная цель JFace заключается в освобождении разработчика от большого количества рутинных операций по созданию пользовательского интерфейса, позволяя ему сосредоточиться на бизнес-логике приложения.
Основной задачей группы разработчиков Eclipse было сокрытие реализации компонентов графического интерфейса, построенных на основе библиотеки SWT, и по возможности максимальное использование библиотеки JFace как более высокоуровневой и простой в использовании. Библиотека JFace использует SWT, но SWT не зависит от JFace. Тем не менее, рабочая среда Eclipse построена с использованием обеих библиотек и в некоторых местах SWT используется напрямую в обход JFace.

## Пример
Пример программы «Hello, World» с использованием JFace:
```
import
 
org.eclipse.jface.window.ApplicationWindow
;

import
 
org.eclipse.swt.SWT
;

import
 
org.eclipse.swt.widgets.*
;

public
 
class
 
HelloWorld
 
extends
 
ApplicationWindow
 
{

  
public
 
static
 
void
 
main
(
String
[]
 
args
)
 
{

    
new
 
HelloWorld
().
run
();

  
}

  
public
 
HelloWorld
()
 
{

    
super
(
null
);

  
}

  
public
 
void
 
run
()
 
{

    
setBlockOnOpen
(
true
);

    
open
();

    
Display
.
getCurrent
().
dispose
();

  
}

  
protected
 
Control
 
createContents
(
Composite
 
parent
)
 
{

    
Label
 
label
 
=
 
new
 
Label
(
parent
,
 
SWT
.
CENTER
);

    
label
.
setText
(
"Hello, World"
);

    
return
 
label
;

  
}

}

```